# Halmopota stackelbergi
Halmopota stackelbergi är en tvåvingeart som beskrevs av Nina Krivosheina 1989. Halmopota stackelbergi ingår i släktet Halmopota och familjen vattenflugor. Inga underarter finns listade i Catalogue of Life.